# Johnny Anderson
John Anderson (8 de desembre de 1929 - 22 d'agost de 2001) fou un futbolista escocès de la dècada de 1950.
Fou internacional amb la selecció d'Escòcia amb la qual participà en la Copa del Món de futbol de 1954 com a reserva. Pel que fa a clubs, defensà els colors de Leicester City.